# قطعنامه ۲۰۳۵ شورای امنیت
قطعنامه  ۲۰۳۵ شورای امنیت سازمان ملل متحد که در تاریخ ۱۷ فوریه ۲۰۱۲ تصویب شد، سندی بین‌المللی دربارهٔ گزارش دبیر کل سازمان ملل درباره سودان است. این قطعنامه طی نشست ۶۷۱۶ام با ۱۵ رای موافق، ۰ مخالف و ۰ ممتنع تصویب شد.